# A Ferencvárosi TC 1966-os szezonja
A Ferencvárosi TC 1966-os szezonja szócikk a Ferencvárosi TC első számú férfi labdarúgócsapatának egy szezonjáról szól, mely összességében és sorozatban a 65. idénye volt a csapatnak a magyar első osztályban. A klub fennállásának ekkor volt a 67. évfordulója.

## Mérkőzések
| Színmagyarázat | Színmagyarázat |
| -------------- | -------------- |
|                | Győzelem.      |
|                | Döntetlen.     |
|                | Vereség.       |

### BEK 1965–66
(előzményét lásd az 1965-ös szezonnál)
Negyeddöntő
| 1966. február 23. |

| Internazionale       | 4 – 0               | Ferencváros |
| -------------------- | ------------------- | ----------- |
| da Costa Corso Peiró | (2 – 0) Jegyzőkönyv | Horváth 71′ |

| San Siro Stadion, Milánó Nézőszám: 36 896 |

| 1966. március 2. |

| Ferencváros          | 1 – 1               | Internazionale |
| -------------------- | ------------------- | -------------- |
| Novák 32' (11-esből) | (1 – 0) Jegyzőkönyv | Domenghini 64' |

| Népstadion, Budapest Nézőszám: 85 000 |

### Vásárvárosok kupája 1966–67
1. forduló
| 1966. szeptember 14. |

| Olimpija Ljubljana                      | 3 – 3               | Ferencváros               |
| --------------------------------------- | ------------------- | ------------------------- |
| Frančeškin 35' Kokot 80' Arslanagić 88' | (1 – 1) Jegyzőkönyv | Albert 23' 68' Rákosi 66' |

| Bežigrad Stadion, Ljubljana Nézőszám: 6 900 |

| 1966. október 5. |

| Ferencváros                    | 3 – 0               | Olimpija Ljubljana |
| ------------------------------ | ------------------- | ------------------ |
| Albert 9' Rákosi 10' Varga 75' | (2 – 0) Jegyzőkönyv |                    |

| Népstadion, Budapest Nézőszám: 68 000 |

2. forduló
| 1966. október 19. |

| Örgryte | 0 – 0               | Ferencváros |
| ------- | ------------------- | ----------- |
|         | (0 – 0) Jegyzőkönyv |             |

| Gamla Ullevi, Göteborg Nézőszám: 5 000 |

| 1966. november 2. |

| Ferencváros                                    | 7 – 1               | Örgryte       |
| ---------------------------------------------- | ------------------- | ------------- |
| Németh 2' 54' Albert 10' 26' 49' 80' Szőke 70' | (3 – 0) Jegyzőkönyv | Magnusson 60' |

| Népstadion, Budapest Nézőszám: 15 000 |

(folytatását lásd az 1967-es szezonnál)

### NB 1 1966

#### Tavaszi fordulók
| 1. forduló 1966. március 13. |

| Salgótarjáni BTC | 0 – 3               | Ferencváros                        |
| ---------------- | ------------------- | ---------------------------------- |
|                  | (0 – 2) Jegyzőkönyv | Karába 12' Rákosi 30' Fenyvesi 84' |

| Salgótarján Nézőszám: 15 000 Játékvezető: Petri Sándor (magyar) |

| 2. forduló 1966. március 20. |

| Ferencváros   | 2 – 0               | Dunaújvárosi Kohász |
| ------------- | ------------------- | ------------------- |
| Albert 5' 39' | (2 – 0) Jegyzőkönyv |                     |

| Népstadion, Budapest Nézőszám: 30 000 Játékvezető: Emsberger Gyula (magyar) |

| 3. forduló 1966. március 27. |

| Rába ETO                | 2 – 0               | Ferencváros |
| ----------------------- | ------------------- | ----------- |
| Varsányi 56' Győrfi 79' | (0 – 0) Jegyzőkönyv |             |

| Győr Nézőszám: 12 000 Játékvezető: Radó János (magyar) |

| 4. forduló 1966. április 3. |

| Ferencváros                             | 5 – 1               | Diósgyőr     |
| --------------------------------------- | ------------------- | ------------ |
| Németh 2' 71' Rákosi 17' 78' Albert 36' | (3 – 1) Jegyzőkönyv | Szurgent 32' |

| Népstadion, Budapest Nézőszám: 20 000 Játékvezető: Vadas György (magyar) |

| 5. forduló 1966. április 10. |

| MTK | 0 – 1               | Ferencváros |
| --- | ------------------- | ----------- |
|     | (0 – 0) Jegyzőkönyv | Varga 89'   |

| Népstadion, Budapest Nézőszám: 30 000 Játékvezető: Bircsák Gusztáv (magyar) |

| 6. forduló 1966. április 17. |

| Tatabányai Bányász   | 2 – 2               | Ferencváros           |
| -------------------- | ------------------- | --------------------- |
| Szuromi 21' Rácz 78' | (1 – 0) Jegyzőkönyv | Németh 77' Albert 87' |

| Városi Stadion, Tatabánya Nézőszám: 10 000 Játékvezető: Müncz György (magyar) |

| 7. forduló 1966. április 24. |

| Ferencváros               | 3 – 1               | Dorogi Bányász |
| ------------------------- | ------------------- | -------------- |
| Németh 39' 47' Albert 70' | (1 – 1) Jegyzőkönyv | Monostori 23'  |

| Népstadion, Budapest Nézőszám: 25 000 Játékvezető: Bíróczky János (magyar) |

| 8. forduló 1966. április 30. |

| Pécsi Dózsa | 0 – 0               | Ferencváros |
| ----------- | ------------------- | ----------- |
|             | (0 – 0) Jegyzőkönyv |             |

| PMFC Stadion, Pécs Nézőszám: 20 000 Játékvezető: Gere Gyula (magyar) |

| 9. forduló 1966. május 15. |

| Ferencváros                                            | 4 – 2               | Ózdi Kohász               |
| ------------------------------------------------------ | ------------------- | ------------------------- |
| Albert 16' Novák 29' (11-esből) Fenyvesi 42' Varga 77' | (3 – 1) Jegyzőkönyv | Ősi 25' Novák 57' (öngól) |

| Népstadion, Budapest Nézőszám: 15 000 Játékvezető: Wottava Tibor (magyar) |

| 10. forduló 1966. május 18. |

| Csepel SC           | 1 – 1               | Ferencváros |
| ------------------- | ------------------- | ----------- |
| Sebes-Scherczer 18' | (1 – 0) Jegyzőkönyv | Varga 70'   |

| Béke téri stadion, Budapest Nézőszám: 20 000 Játékvezető: Müncz György (magyar) |

| 11. forduló 1966. május 22. |

| Ferencváros                               | 5 – 2               | Újpesti Dózsa         |
| ----------------------------------------- | ------------------- | --------------------- |
| Fenyvesi 12' 44' Albert 31' 74' Varga 85' | (3 – 1) Jegyzőkönyv | Bene 20' Solymosi 49' |

| Népstadion, Budapest Nézőszám: 65 000 Játékvezető: Emsberger Gyula (magyar) |

| 12. forduló 1966. május 29. |

| Vasas                                          | 4 – 4               | Ferencváros                                        |
| ---------------------------------------------- | ------------------- | -------------------------------------------------- |
| Korsós 6' Puskás 9' 25' Fister 18' Mészöly 90′ | (4 – 2) Jegyzőkönyv | Albert 19' 64' Novák 24' (11-esből) 90' (11-esből) |

| Népstadion, Budapest Nézőszám: 35 000 Játékvezető: Vadas György (magyar) |

| 13. forduló 1966. június 12. |

| Ferencváros              | 3 – 1               | Budapesti Honvéd |
| ------------------------ | ------------------- | ---------------- |
| Albert 38' 87' Varga 80' | (1 – 0) Jegyzőkönyv | Tichy 57'        |

| Népstadion, Budapest Nézőszám: 40 000 Játékvezető: Gere Gyula (magyar) |

#### Őszi fordulók
| 14. forduló 1966. augusztus 14. |

| Ferencváros | 0 – 3               | Vasas                     |
| ----------- | ------------------- | ------------------------- |
|             | (0 – 1) Jegyzőkönyv | Puskás 19' 51' Farkas 90' |

| Népstadion, Budapest Nézőszám: 72 000 Játékvezető: Milivoje Gugulović (jugoszláv) |

| 15. forduló 1966. augusztus 20. |

| Budapesti Honvéd                              | 3 – 2               | Ferencváros                         |
| --------------------------------------------- | ------------------- | ----------------------------------- |
| Sipos 16' Marosi 38' (11-esből) Tussinger 58' | (2 – 1) Jegyzőkönyv | Novák 42' (11-esből) 80' (11-esből) |

| Népstadion, Budapest Nézőszám: 50 000 Játékvezető: Strmecki (jugoszláv) |

| 16. forduló 1966. augusztus 28. |

| Ferencváros                      | 5 – 1               | Salgótarjáni BTC     |
| -------------------------------- | ------------------- | -------------------- |
| Varga 21' 32' 70' Albert 67' 76' | (2 – 0) Jegyzőkönyv | Páncsics 51' (öngól) |

| Népstadion, Budapest Nézőszám: 25 000 Játékvezető: Balla Gyula (magyar) |

| 17. forduló 1966. szeptember 11. |

| Dunaújvárosi Kohász | 1 – 2               | Ferencváros          |
| ------------------- | ------------------- | -------------------- |
| Földi 72'           | (0 – 1) Jegyzőkönyv | Karába 8' Mátrai 73' |

| Dunaújváros Nézőszám: 15 000 Játékvezető: Vízhányó László (magyar) |

| 18. forduló 1966. szeptember 18. |

| Ferencváros | 0 – 1               | Rába ETO      |
| ----------- | ------------------- | ------------- |
|             | (0 – 0) Jegyzőkönyv | Keglovich 65' |

| Népstadion, Budapest Nézőszám: 30 000 Játékvezető: Bircsák Gusztáv (magyar) |

| 19. forduló 1966. szeptember 25. |

| Ferencváros                             | 3 – 0               | Pécsi Dózsa |
| --------------------------------------- | ------------------- | ----------- |
| Albert 25' Szőke 40' Móricz 54' (öngól) | (2 – 0) Jegyzőkönyv |             |

| Népstadion, Budapest Nézőszám: 15 000 Játékvezető: Emsberger Gyula (magyar) |

| 20. forduló 1966. október 2. |

| Ferencváros                                                 | 7 – 1               | MTK      |
| ----------------------------------------------------------- | ------------------- | -------- |
| Szőke 5' Szűcs 10' 83' Albert 50' 74' Rákosi 68' Juhász 88' | (2 – 1) Jegyzőkönyv | Nagy 33' |

| Népstadion, Budapest Nézőszám: 15 000 Játékvezető: Vízhányó László (magyar) |

| 21. forduló 1966. október 9. |

| Ferencváros | 1 – 1               | Tatabányai Bányász |
| ----------- | ------------------- | ------------------ |
| Rákosi 79'  | (0 – 0) Jegyzőkönyv | Szuromi 48'        |

| Népstadion, Budapest Nézőszám: 30 000 Játékvezető: Müncz György (magyar) |

| 22. forduló 1966. október 16. |

| Újpesti Dózsa                                    | 3 – 5               | Ferencváros                                           |
| ------------------------------------------------ | ------------------- | ----------------------------------------------------- |
| Solymosi 22' (11-esből) Göröcs 42' Kuharszki 61' | (2 – 1) Jegyzőkönyv | Rátkai 17' Karába 60' Mátrai 68' Varga 80' Albert 83' |

| Népstadion, Budapest Nézőszám: 30 000 Játékvezető: Botić (jugoszláv) |

| 23. forduló 1966. október 23. |

| Diósgyőr     | 1 – 0               | Ferencváros |
| ------------ | ------------------- | ----------- |
| Szurgent 26' | (1 – 0) Jegyzőkönyv |             |

| DVTK-stadion, Miskolc Nézőszám: 27 000 Játékvezető: Radó János (magyar) |

| 24. forduló 1966. november 6. |

| Dorogi Bányász | 1 – 3               | Ferencváros                               |
| -------------- | ------------------- | ----------------------------------------- |
| Monostori 77'  | (0 – 2) Jegyzőkönyv | Albert 20' Novák 39' (11-esből) Szőke 68' |

| Bányász stadion, Dorog Nézőszám: 4 000 Játékvezető: Emsberger Gyula (magyar) |

| 25. forduló 1966. november 13. |

| Ferencváros                                  | 4 – 1               | Csepel SC            |
| -------------------------------------------- | ------------------- | -------------------- |
| Németh 3' 88' Novák 72' (11-esből) Szőke 77' | (1 – 1) Jegyzőkönyv | Gondár 19' Kandi 75′ |

| Népstadion, Budapest Nézőszám: 6 000 Játékvezető: Farkas István (magyar) |

| 26. forduló 1966. november 20. |

| Ózdi Kohász | 0 – 6               | Ferencváros                         |
| ----------- | ------------------- | ----------------------------------- |
|             | (0 – 5) Jegyzőkönyv | Szőke 8' Albert 15' 21' 36' 43' 70' |

| Városi Stadion, Ózd Nézőszám: 3 000 Játékvezető: Vadas János (magyar) |

#### A végeredmény
|    | Csapat              | Játszott | Gy | D  | V  | L  | K  | Gk  | Pont | Megjegyzés                               |
| -- | ------------------- | -------- | -- | -- | -- | -- | -- | --- | ---- | ---------------------------------------- |
| 1  | Vasas SC            | 26       | 17 | 9  | 0  | 67 | 27 | +40 | 43   | Bajnok, 1967–1968-as BEK                 |
| 2  | Ferencváros         | 26       | 16 | 5  | 5  | 71 | 33 | +38 | 37   | 1967–1968-as vásárvárosok kupája         |
| 3  | Tatabányai Bányász  | 26       | 12 | 8  | 6  | 41 | 18 | +23 | 32   | 1967–1968-as közép-európai kupa          |
| 4  | Újpesti Dózsa       | 26       | 13 | 6  | 7  | 67 | 39 | +28 | 32   | 1967–1968-as közép-európai kupa          |
| 5  | Győri ETO           | 26       | 11 | 9  | 6  | 38 | 29 | +9  | 31   | 1967–1968-as kupagyőztesek Európa-kupája |
| 6  | Bp. Honvéd SE       | 26       | 14 | 3  | 9  | 46 | 43 | +3  | 31   |                                          |
| 7  | Pécsi Dózsa         | 26       | 8  | 13 | 5  | 29 | 30 | -1  | 29   |                                          |
| 8  | Csepel SC           | 26       | 10 | 7  | 9  | 32 | 37 | -5  | 27   |                                          |
| 9  | Diósgyőri VTK       | 26       | 10 | 4  | 12 | 30 | 31 | -1  | 24   | 1967–1968-as közép-európai kupa          |
| 10 | MTK                 | 26       | 7  | 6  | 13 | 28 | 49 | -21 | 20   |                                          |
| 11 | Salgótarjáni BTC    | 26       | 6  | 6  | 14 | 24 | 40 | -16 | 18   |                                          |
| 12 | Dunaújvárosi Kohász | 26       | 4  | 9  | 13 | 19 | 37 | -18 | 17   |                                          |
| 13 | Ózdi Kohász         | 26       | 4  | 4  | 18 | 31 | 73 | -42 | 12   | Kiestek az NB II-be                      |
| 14 | Dorogi Bányász      | 26       | 2  | 7  | 17 | 24 | 61 | -37 | 11   | Kiestek az NB II-be                      |

#### Eredmények összesítése
Az alábbi táblázatban összesítve szerepelnek a Ferencvárosi TC 1966-os bajnokságban elért eredményei.
| Ősz/tavasz (forduló)   | Otthon | Otthon | Otthon | Otthon | Otthon | Otthon | Otthon | Idegenben | Idegenben | Idegenben | Idegenben | Idegenben | Idegenben | Idegenben |
| Ősz/tavasz (forduló)   | M      | GY     | D      | V      | LG–KG  | GK     | P      | M         | GY        | D         | V         | LG–KG     | GK        | P         |
| ---------------------- | ------ | ------ | ------ | ------ | ------ | ------ | ------ | --------- | --------- | --------- | --------- | --------- | --------- | --------- |
| Tavaszi szezon (1–13.) | 6      | 6      | 0      | 0      | 22–7   | +15    | 12     | 7         | 2         | 4         | 1         | 11–9      | +2        | 8         |
| Őszi szezon (14–26.)   | 7      | 4      | 1      | 2      | 20–8   | +12    | 9      | 6         | 4         | 0         | 2         | 18–9      | +9        | 8         |
| Összesen (1–26.)       | 13     | 10     | 1      | 2      | 42–15  | +27    | 21     | 13        | 6         | 4         | 3         | 29–18     | +11       | 16        |

### Magyar kupa 1966
| 1966. augusztus 3. |

| Hajdúszoboszlói MEDOSZ | 0 – 9       | Ferencváros                                       |
| ---------------------- | ----------- | ------------------------------------------------- |
|                        | Jegyzőkönyv | Németh Szűcs Rátkai Albert Fenyvesi Perecsi Novák |

| Hajdúszoboszló |

| 1966. augusztus 10. |

| Debreceni Kinizsi | 0 – 4       | Ferencváros            |
| ----------------- | ----------- | ---------------------- |
|                   | Jegyzőkönyv | Németh Fenyvesi Albert |

| Debrecen |

| 1966. augusztus 17. |

| MGM Debrecen | 0 – 4       | Ferencváros          |
| ------------ | ----------- | -------------------- |
|              | Jegyzőkönyv | Orosz Fenyvesi Novák |

| Debrecen |

| 1966. október 12. |

| Debreceni VSC | 3 – 6       | Ferencváros                     |
| ------------- | ----------- | ------------------------------- |
|               | Jegyzőkönyv | Albert Szőke Novák Rátkai Varga |

| Nagyerdei stadion, Debrecen |

| 1966. november 9. |

| Kiskunfélegyházi Honvéd | 0 – 10      | Ferencváros                             |
| ----------------------- | ----------- | --------------------------------------- |
|                         | Jegyzőkönyv | Albert Karába Juhász Németh Novák Szűcs |

| Kiskunfélegyháza |

Negyeddöntő
| 1966. november 16. |

| Újpesti Dózsa | 3 – 6       | Ferencváros      |
| ------------- | ----------- | ---------------- |
|               | Jegyzőkönyv | Szőke Németh ög' |

| Megyeri út, Budapest |

Elődöntő
| 1966. november 23. |

| Kaposvári Honvéd | 1 – 3       | Ferencváros        |
| ---------------- | ----------- | ------------------ |
|                  | Jegyzőkönyv | Albert Szőke Novák |

| Kaposvár |

(folytatását lásd az 1967-es szezonnál)

### Egyéb mérkőzések
| 1966. január 30. |

| Ferencváros | 2 – 3       | Berliner FC Dynamo |
| ----------- | ----------- | ------------------ |
| Albert      | Jegyzőkönyv |                    |

| Megyeri út, Budapest |

| 1966. február 9. |

| FC Baden | 1 – 5       | Ferencváros            |
| -------- | ----------- | ---------------------- |
|          | Jegyzőkönyv | Albert Németh Páncsics |

| Baden |

| 1966. február 13. |

| FC Lugano | 2 – 0       | Ferencváros |
| --------- | ----------- | ----------- |
|           | Jegyzőkönyv |             |

| Lugano |

| 1966. február 16. |

| Bellinzona | 0 – 4       | Ferencváros  |
| ---------- | ----------- | ------------ |
|            | Jegyzőkönyv | Albert Varga |

| Bellinzona |

| 1966. február 20. |

| Young Boys | 2 – 3       | Ferencváros            |
| ---------- | ----------- | ---------------------- |
|            | Jegyzőkönyv | Rákosi Albert Fenyvesi |

| Bern |

| 1966. március 6. |

| Ferencváros                            | 7 – 2       | Ruch Chorzów |
| -------------------------------------- | ----------- | ------------ |
| Albert Rákosi Novák Fenyvesi Szűcs ög' | Jegyzőkönyv |              |

| Hungária körút, Budapest |

| 1966. július 27. |

| Ruch Chorzów | 1 – 1       | Ferencváros |
| ------------ | ----------- | ----------- |
|              | Jegyzőkönyv | Rátkai      |

| Chorzow |

| 1966. július 29. |

| Ruch Chorzów | 3 – 1       | Ferencváros |
| ------------ | ----------- | ----------- |
|              | Jegyzőkönyv | Rátkai      |

| Chorzow |

| 1966. július 31. |

| Pogoń Szczecin | 1 – 0       | Ferencváros |
| -------------- | ----------- | ----------- |
|                | Jegyzőkönyv |             |

| Szceczin |

| 1966. augusztus 7. |

| Lučenec Opatova | 0 – 3       | Ferencváros   |
| --------------- | ----------- | ------------- |
|                 | Jegyzőkönyv | Albert Németh |

| Losonc |

## Külső hivatkozások
- A csapat hivatalos honlapja (magyarul)
- Az 1966-os szezon menetrendje a tempofradi.hu-n (magyarul)